# Tambinia zonata
Tambinia zonata är en insektsart som beskrevs av Frederick Arthur Godfrey Muir 1931. Tambinia zonata ingår i släktet Tambinia och familjen Tropiduchidae. Inga underarter finns listade i Catalogue of Life.